# Barboure
Pour les articles homonymes, voir Barboure (homonymie).
La Barboure est une rivière française du département de la Meuse, en région Grand Est, et un affluent droit de l'Ornain, c'est-à-dire un sous-affluent de la Seine par la Saulx et la Marne.

## Géographie
De 13,8 kilomètres de longueur, la Barboure prend sa source sur la commune de Naives-en-Blois, à la source du Franois, à 329 mètres d'altitude. Elle s'appelle aussi dans cette partie haute le ruisseau des Lochères.
Elle coule globalement vers l'ouest et conflue sur la commune de Naix-aux-Forges, à 247 mètres d'altitude, juste après être passé sous le pont-canal de la Barboure du canal de la Marne au Rhin.
Les cours d'eau voisins sont l'Ornain à l'ouest et le canal de la Marne au Rhin au sud, la Meuse au nord-est et l'Aire au nord,

### Communes et cantons traversés

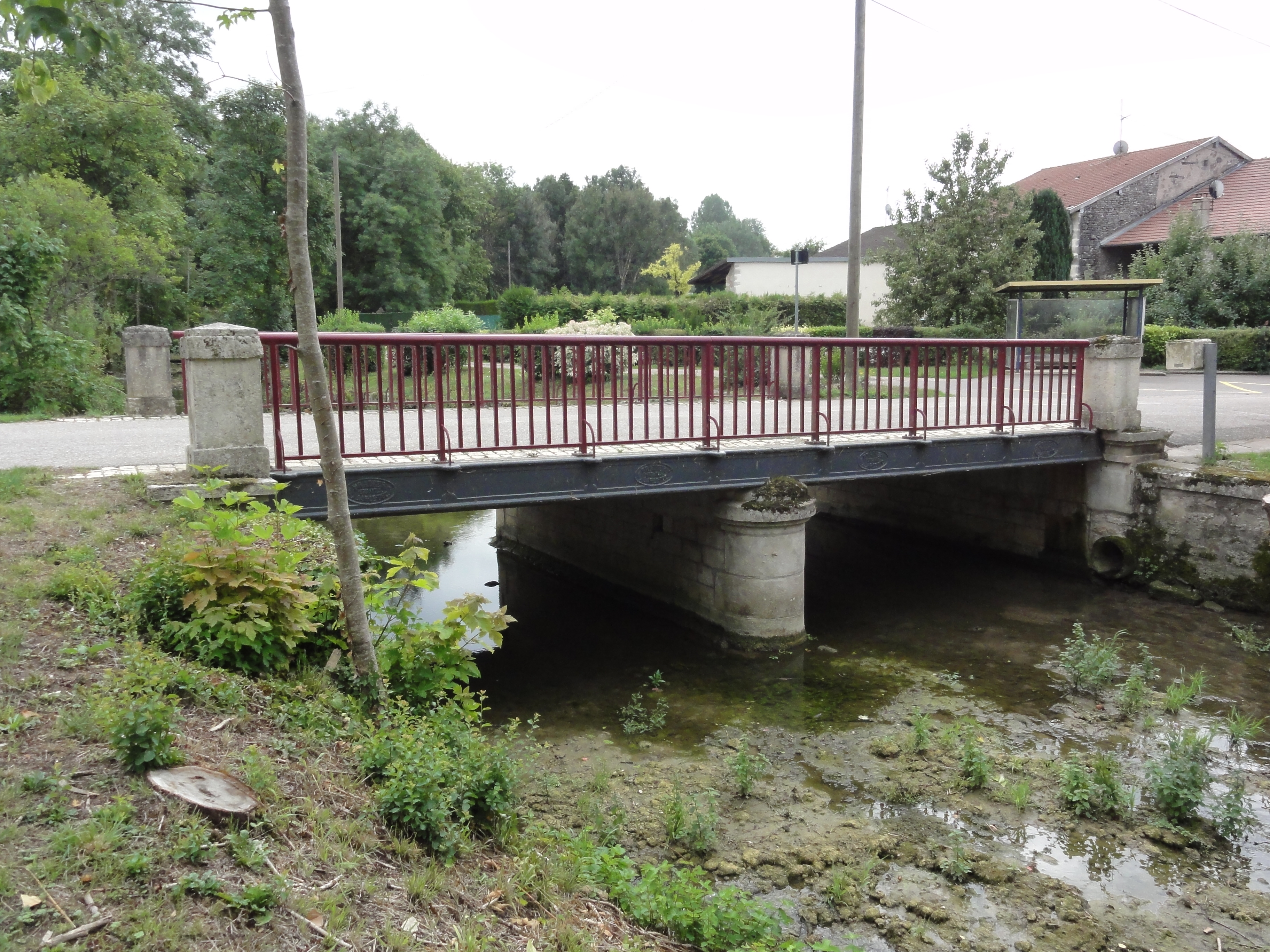
Pont sur la Barboure à Marson-sur-Barboure.

Dans le seul département de la Meuse, la Barboure traverse les six communes suivantes, dans le sens amont vers aval, de Naives-en-Blois (source), Bovée-sur-Barboure, Reffroy, Marson-sur-Barboure, Boviolles, Naix-aux-Forges (confluence).
Soit en termes de cantons, la Barboure traverse deux cantons, prend source dans le canton de Vaucouleurs, conflue dans le canton de Ligny-en-Barrois, le tout dans les arrondissements de Commercy et de Bar-le-Duc.

### Toponymes
La Barboure a donné son hydronyme aux deux communes : Marson-sur-Barboure, Bovée-sur-Barboure.

## Hydronymie
Du gaulois *barb « bourbe ».

### Bassin versant
La superficie du bassin versant La Barboure de sa source au confluent de l'Ornain (exclu) (F565) est de 69 km2. Le bassin versant est composé à 71,37 % de « territoires agricoles », à 26,62 % de « forêts et milieux semi-naturels », et à 0,33 % de « territoires artificialisés ».

## Affluents

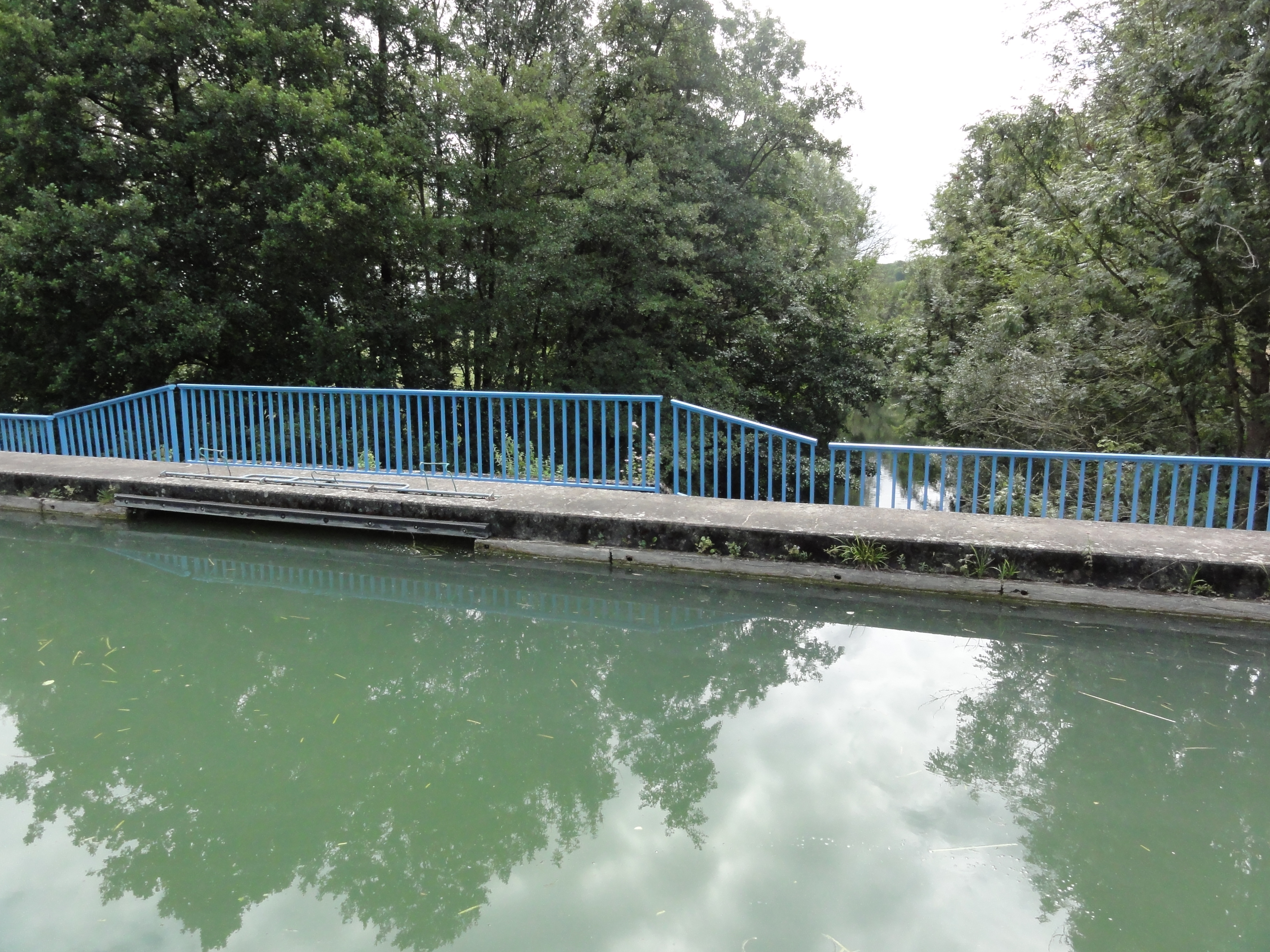
Canal de la Marne au Rhin sur un pont-canal à Menaucourt.

La Barboure a deux tronçons affluents référencés :
- le ruisseau de Méligny (rd), 5,7 km, sur les trois communes de Marson-sur-Barboure, Méligny-le-Petit et Méligny-le-Grand.
- le Canal de la Marne au Rhin, 292,6 km, sur cent neuf communes.

Le rang de Strahler est donc de deux.

### Liens esternes
- Sandre